# Epidesmia brachygrammella
Epidesmia brachygrammella är en fjärilsart som beskrevs av Oswald Beltram Lower 1893. Epidesmia brachygrammella ingår i släktet Epidesmia och familjen mätare. Inga underarter finns listade i Catalogue of Life.